# Stylops borealis
Stylops borealis  (лат.) — вид веерокрылых насекомых рода Stylops из семейства Stylopidae. Япония (Хоккайдо).
Общая длина самцов 4,47 мм; длина заднего крыла 2,8 мм. Длина головы вместе с тораксом около 3 мм. Усики 6-члениковые. Длина самки 8,7 мм; длина цефалоторакса 1,06 мм. 
Паразиты пчёл вида Andrena (Taeniandrena) ezoensis (Andrena, Andrenidae). Близок к виду Stylops thwaitei, обнаруженному в Европе на пчёлах Andrena (Taenzizndrena) ovatula.
Вид был впервые описан в 1985 году японскими энтомологами Тэйдзи Кифунэ (Kifune Teiji; Department of Parasitology, School of Medicine, Университет Фукуоки, Фукуока) и Ёсихиро Хирасимой (Yoshihiro Hirashima; Entomological Laboratory, Faculty of Agriculture, Университет Кюсю, Фукуока, Япония).
В одной из новых работ по роду Stylops  в ходе анализа ДНК авторами (Straka et al., 2015) рассматривается в качестве предположительного синонима вида ?=Stylops thwaitesi Perkins, 1918 (в статусе «Supposed new junior subjective synonym», что на 2018 год не подтверждено соответствующими профильными базами данных, например, Eol.org и Strepsiptera database).